# Gejza II.
Gejza II. (mađ. II. Géza) (Tolna, 1130. – Budim, 31. svibnja 1162.), ugarsko-hrvatski kralj (1141. – 1162.) iz dinastije Arpadović. Bio je najstariji sin kralja Bele II. i kraljice Jelene Raške. Nakon očeve smrti 1141. godine, Gejza je naslijedio kraljevsku krunu, srednji sin Ladislav postao je bosanski herceg, a najmlađi Stjepan dobio je čast hrvatskog hercega.
Kako su kralj Gejza II. i njegova braća bili maloljetni, umjesto njih obnašali su vlast njihova majka Jelena i njen brat Beloš, koji je bio hrvatski ban i ugarski palatin.

## Vanjska politika
Beloš je učvrstio odnose sa Srbijom, a ženidbenim vezama je nastojao poboljšati odnose i s ruskim knezovima. Zbog toga je kralja Gejzu II. 1142. godine vjenčao za Eufrozinu, kćer kijevskog velikog kneza Mstislava I. Velikog (1125. – 1132.), a svoju je kćer 1150. udao za Eufrozininog brata kneza Vladimira III. Dorogobuški. Tako su ponovno uspostavljeni dobri odnosi s Rusijom narušeni zbog Borisa Kolomanovića. Beloš je ujedno smatrao da će na ovaj način spriječiti eventualnu pomoć ruskih knezova Borisu.
Vanjskopolitička situacija se ipak zakomplicirala promjenama vladara. U Češkoj je 1140. umro knez Sobjeslav I., a nasljedio ga je knez Vladislav II. Novi je knez bio žestoki protivnik Ugarske, jer su Sobjeslavovi sinovi pobjegli na ugarski dvor, te su u proljeće 1142. godine pokušali svrgnuti novog kneza, no nisu uspjeli.
Pokvarili su se i dobri odnosi s Svetim Rimskim Carstvom. Kralj Konrad III. (1138. – 1152.) je razvrgao zaruke svog sina Henrika i Gejzine sestre Sofije, koja se nakon toga zaredila. Kralju se naime za pomoć obratio Boris Kolomanović nakon neuspjeha u Poljskoj, a on se želeči proširiti svoju vlast na Ugarsko-hrvatsko kraljevstvo rado odazvao. Boris je s plačenićkom vojskom napao i 1146. zauzeo Požun, a ugarske čete su ga ubrzo vratile. Nijemci su iste godine prikupili veliku vojsku, ali im je ban Beloš nanio tako težak poraz da više nisu pomagali Borisu. Uz to je Gejza sklopio savez s carevim neprijateljem hercegom Welfom i poljskim knezom Vladislavom II., pa se Konrad nije imao vremena miješati u ugarske prilike.
Godine 1147. prolazila je križarska vojska kroz Ugarsku. U Drugi križarski rat su krenuli francuski kralj Luj VII. (1137. – 1180.) i njemački kralj Konrad III., koji je time želio poboljšati svoj ugled. Boris je pokušao isposlovati da ga križarska vojska dovede na vlast, a kada mu to nije uspjelo otišao je s križarima u Carigrad. U Bizantu je isto tako došlo do promjene na tronu. Novi car Manuel I. Komnen ljubazno je primio Borisa i obećao mu pomoć, no za trajanja križarskog rata ništa nije mogao učiniti. I on se kao i njegovi predhodnici odlučio poslužiti Borisom da proširi svoju državu. Zbog toga je sklopio savez s Mletačkom Republikom i s kraljem Konradom III. protiv Gejze II. Kralj Gejza je pak sklopio savez s Normanima, hercegom Welfom, neprijateljem Konradovim i srpskim velikim županom Urošem II. (1145. – 1162.).

## Rat s Bizantom
Dok je bizantski car Manuel I. (1143. – 1180.) ratovao protiv Normana, pobunili su se Srbi protiv bizantske vlasti, a pomoć su dobili i iz Ugarske. Godine 1150. potukao je car udruženu srpsko-ugarsku vojsku na rijeci Tari i ugušio srpski ustanak. Za domazdu je iduće godine provalio u Ugarsku, zauzeo Zemun i opustošio Srijem, a kako je izostala pomoć Konrada III., koji je iste te godine umro, sklopio je s kraljem Gejzom mir. Novi njemački car Fridrik I. Barbarossa nastavio je politiku svojih prethodnika, pa je produžio savez s carem Manuelom.
No uto su se zakomplicirali odnosi unutar same dinastije. Kralj Gejza je naime za suvladara uzeo sina Stjepana, a time je uvrijedio svoju braću. Do tada nije bilo određeno da li kralja nasljeđuje najstariji član dinastije po načelu seniorata ili najstariji sin po načelu primogeniture. Zbog toga je nezadovoljni Gejzin brat Stjepan pobjegao u Carigrad, pa je sad car Manuel imao dva pretendenta. Ubrzo je u Bizant pobjegao i drugi kraljev brat Ladislav.
To je razgnjevilo Gejzu, pa se počeo spremati za rat. Popravio je odnose s Češkom, pa je čak dobio i vojnu pomoć. Postigao je tajni dogovor s carevim rođakom Andronikom Komnenom, koji je tada zapovjedao pograničnim utvrdama prema Ugarskoj. Andronik je obečao Gejzi predati Beograd, Niš i Braničevo, a on bi mu za uzvrat pomogao da svrgne Manuela. Gejza je iskoristio bizantsko-normanski rat, te je s bosanskim banom Borićem provalio u Carstvo i došao do Braničeva, ali se ubrzo razočarao. Car je saznao za Andronikovu izdaju i bacio ga u tamnicu, a kada je kralj doznao da stiže velika bizantska vojska počeo se povlačiti. Bizantska vojska je napala ugarsku vojsku i pretrpjela težak poraz pri čemu je poginuo i Boris Kolomanović. Iduće 1156. godine oba vladara su sklopila mir na pet godina. Sava i Dunav su i dalje ostale granice, a Srbija pod bizantskom vlašću.
Car Manuel je tada predlagao Fridriku I. Barbarossi (1152. – 1190.) navalni savez protiv Hrvatske i Ugarske, ali je to Barbarossa odbio jer je ratovao u Italiji. Fridrik je sklopio savez s Ugarskom, a Geza mu je poslao potrebnu vojnu pomoć. Tako se raspao bizantsko-njemački savez, a odnosi između oba carstva su jako zahladili.
Kralj Gejza je potvrdio Kolomanove privilegije Splitu i Trogiru, te ih je još znatno i proširio želeći tako privući Zadar i otoke pod mletačkom vlašću. Mletačkim zalaganjem je papa Zadar uzvisio na čast nadbiskupije, ali je ubrzo podredio mletačkom patrijarhu u Gradu što je izazvalo veliko nezadovoljstvo u gradu.
Gejza je iz braka s kneginjom Eufrozinom ostavio tri sina Stjepana, Belu i Gejzu.
Kralj Geza II. je umro 31. svibnja 1162., a nasljedio ga je sin Stjepan III.